# Port lotniczy Mogadiszu
Port lotniczy Mogadiszu (kod IATA: MGQ, kod ICAO: HCMM) – międzynarodowe lotnisko obsługujące stolicę Somalii, Mogadiszu.

## Linie lotnicze i połączenia
| Linia Lotnicza          | Kierunek |
| ----------------------- | --- |
| African Express Airways | 1. Boosaaso 2. Garoe 3. / Hargejsa 4. Kismaju 5. Nairobi                                                                                          |
| Air Djibouti            | 1. Dżibuti |
| Daallo Airlines         | 1. Boosaaso 2. Dżibuti 3. Dubaj 4. / Hargejsa 5. Dżudda 6. Nairobi                                                                                |
| Ethiopian Airlines      | 1. Addis Abeba 2. Dżidżiga |
| Flydubai                | 1. Dubaj |
| Freedom Air Express     | 1. Abudwak 2. Adado 3. Baidoa 4. Beledweyne 5. Boosaaso 6. Dhuusamarreeb 7. Gaalkacyo 8. Garoowe 9. Guriel 10. / Hargejsa 11. Kismaju 12. Nairobi |
| Jambojet                | 1. Nairobi |
| Jubba Airways           | 1. Adado 2. Baidoa 3. Boosaaso 4. Dżibuti 5. Dubaj 6. Gaalkacyo 7. Garoowe 8. Guriel 9. Hargejsa 10. Dżudda 11. Kismaju 12. Nairobi               |
| Kenya Airways           | 1. Nairobi |
| Qatar Airways           | 1. Doha |
| Turkish Airlines        | 1. Stambuł |
| Uganda Airlines         | 1. Entebbe |